# Protonemura spinulata
Protonemura spinulata är en bäcksländeart som beskrevs av Martynov 1928. Protonemura spinulata ingår i släktet Protonemura och familjen kryssbäcksländor. Inga underarter finns listade i Catalogue of Life.